# پیا هانسن
پیا هانسن (انگلیسی: Pia Hansen؛ زادهٔ ۲۵ سپتامبر ۱۹۶۵) تیرانداز اهل سوئد بود.